# Куво
Куво (Кеве) — река в Анголе, впадает в Атлантический океан, протекает по территории провинций Уамбо и Южная Кванза на западе страны.
Площадь водосборного бассейна — 23000 км².
Куво начинается в горах к востоку от города Уамбо. Генеральным направлением течения реки является северо-запад. Впадает в Атлантический океан около Пинды к югу от города Порту-Амбоин.
В устье мангровые заросли.